# Cyrus de Panopolis
Vous lisez un « bon article » labellisé en 2018.
Cyrus ou Kyros de Panopolis (nom complet en latin : Flavius Taurus Seleucus Cyrus Hierax, en grec : Κύρος ὁ Πανοπολίτης) est un poète, haut fonctionnaire impérial puis évêque de l'Empire romain d'Orient du Ve siècle. Né vers 400 à Panopolis en Égypte, il rejoint la cour impériale de Théodose II à Constantinople grâce à l'impératrice Eudocie qui apprécie sa poésie. Devenu préfet de Constantinople puis préfet du prétoire d'Orient, il participe activement à la rénovation de la ville et promeut l'utilisation du grec, langue de la majorité de la population dans l'Empire d'Orient, en lieu et place du latin dans l'administration impériale. Accusé de sympathie pour le paganisme à la suite d'intrigues au palais impérial, il est disgracié en 441 puis exilé à Cotyaeum, ville dont il devient évêque. De retour à Constantinople après la mort de Théodose II en 450, il s'implique dans des œuvres de charité et se lie à Daniel le Stylite, avant de mourir vers 470.
Il est de son temps reconnu comme un grand poète. Seuls trois de ses poèmes collectés dans l'Anthologie Palatine nous sont parvenus : un fragment de panégyrique de Théodose II, une lamentation en lien avec son exil de Constantinople et une épigramme qu'il aurait fait graver sur la colonne de Daniel le Stylite.

## Contexte

### Situation politique de l'Empire romain d'Orient

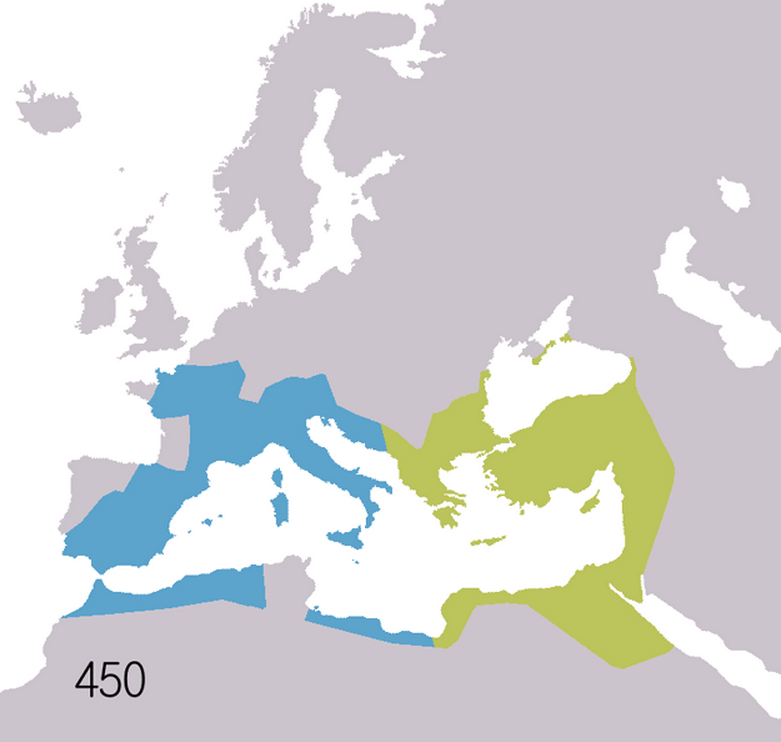
Empire romain en 450 : en bleu, l'Empire romain d'Occident, en vert, l'Empire romain d'Orient.

À la mort de l'empereur Théodose Ier en 395, l'Empire romain est divisé entre ses deux fils : l'Occident revient au cadet Honorius tandis que l'Orient est attribué à l'aîné Arcadius, à qui son fils Théodose II succède en 408 à l'âge de 7 ans. Tandis qu'en Occident, les peuples germaniques, dits barbares, autrefois fédérés, fondent leurs propres royaumes autonomes sur le territoire de l'Empire, l'Orient parvient à préserver sa structure politique et économique.
La transmission dynastique, non contestée, du pouvoir impérial et la relative tranquillité des relations avec le voisin perse permet à l'Orient d'affirmer au cours du début du Ve siècle sa supériorité. L'Empire devient de plus en plus « byzantin » : le pouvoir se focalise sur la capitale Constantinople, le christianisme et l'Église occupent une place prépondérante dans la culture et la politique, et le grec, langue majoritaire de cette partie de l'Empire, prend l'ascendant sur le latin. Contrairement à l'Occident où le magister militum Aetius domine le paysage politique, l'entourage de Théodose II est principalement civil. Le préfet du prétoire Anthémius est la personnalité forte de l'empire d'Orient jusqu'en 414, suivi par Pulchérie, la sœur de l'empereur, jusqu'en 423, puis son épouse, Eudocie.

### Tensions religieuses auVesiècle
Au cours du Ve siècle, le christianisme devient majoritaire dans l'empire d'Orient. Le paganisme, terme regroupant une grande diversité de pratiques et de cultes, souffre alors de la promulgation de lois antipaïennes et de l'attrait du christianisme. Par ailleurs, si la situation est relativement stable à la tête de l'État, l'empire d'Orient est agité par des troubles religieux allant jusqu'à menacer la paix civile. Les controverses théologiques expriment à la fois des oppositions de clans, d'intérêts, de personnes et de cités, mais revêtent également une dimension politique compte tenu de la proximité entre l'Église et l'État.
La plus importante crise du Ve siècle débute à la fin des années 420 et concerne la nature du Christ. Elle voit l'opposition entre les partisans de Nestorius de Constantinople, qui contestent le nom de Theotokos (« Mère de Dieu ») donné à Marie, soit par extension l'unité entre la nature divine et la nature humaine du Christ, et ceux de Cyrille d'Alexandrie, pour qui ces deux natures sont unies. Le nestorianisme est condamné en 431 par le concile d'Éphèse, convoqué par Théodose II, mais les tensions entre les deux parties restent vives.

## Sources
Les sources sur la vie de Cyrus de Panopolis sont multiples : ses poèmes, la biographie presque contemporaine de Daniel le Stylite, dont Cyrus était proche à la fin de sa vie, les décrets et codes de lois issus du Corpus iuris civilis (VIe siècle) qui fournissent quelques dates fixes, et enfin des sources littéraires, telles que les chroniques de Jean Malalas (Ve siècle) et de Théophane (IXe siècle), la Chronicon Paschale (VIIe siècle) et l'entrée « Cyrus » de la Souda (Xe siècle),.

## Biographie

### Origines
Cyrus, de son nom complet Flavius Taurus Seleucus Cyrus Hierax, est né vers l'an 400 à Panopolis (aujourd'hui Akhmîm) en Haute-Égypte, probablement d'une famille de rang sénatorial. Rien n'est connu sur sa jeunesse, mais il peut, à l'image d'autres personnalités originaires de Panopolis, avoir été un poète itinérant. Si la ville n'est pas un centre traditionnel de culture gréco-romaine, elle est un haut lieu de culture littéraire d'expression grecque aussi bien chrétienne que païenne depuis le IIIe siècle, ayant engendré plusieurs poètes renommés dont Nonnos, à peu près contemporain de Cyrus, et Pamprépios, né en 440,.

### Carrière administrative

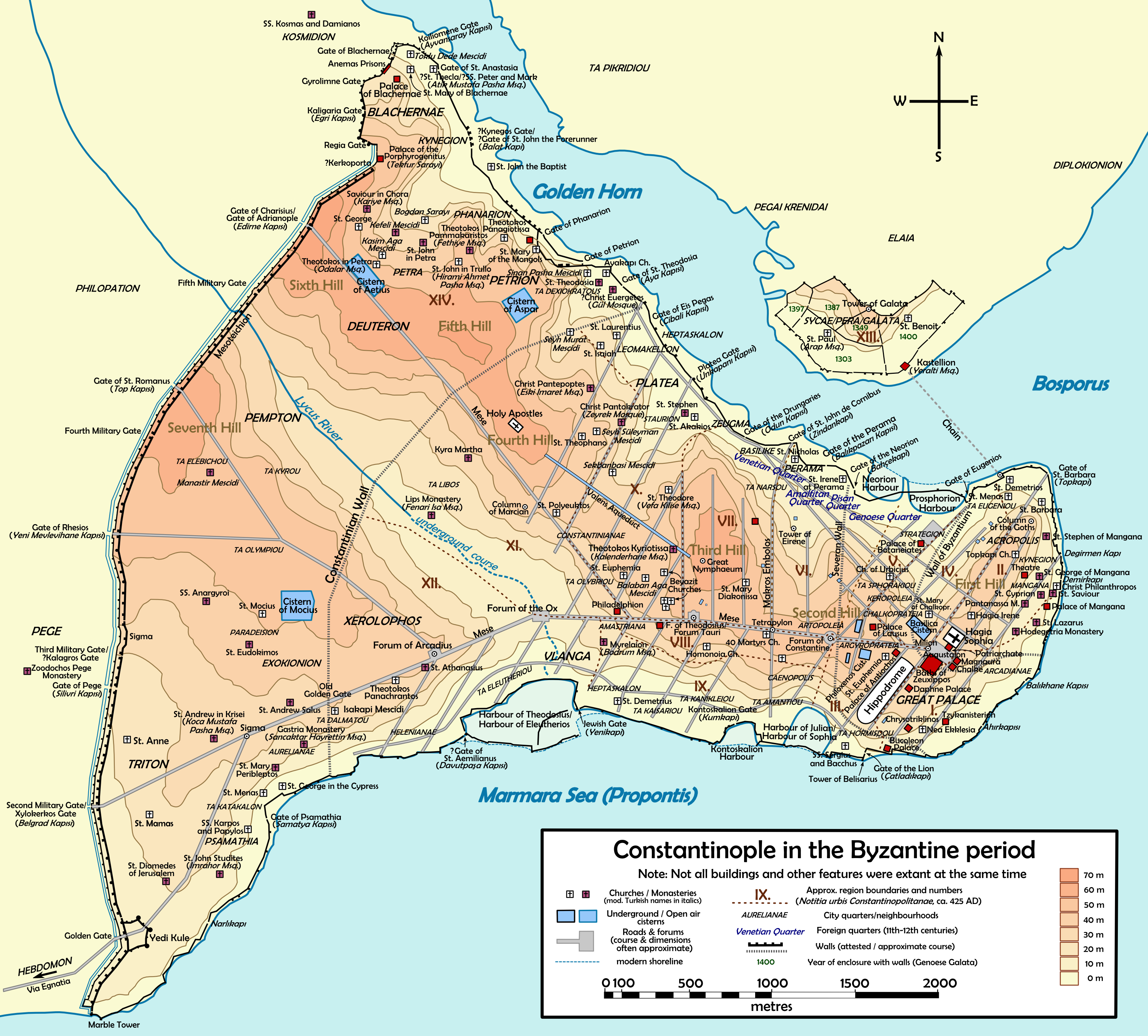
Carte de Constantinople à l'époque byzantine.

L'œuvre poétique de Cyrus attire l'attention de l'impératrice Eudocie, elle-même poétesse,,. Il entre à la cour de l'empereur Théodose II et gravit les premiers échelons de l'administration impériale. Après la disgrâce de l'eunuque Antiochus au cours des années 420, Cyrus le remplace dans sa position d'influence et occupe des fonctions importantes : il est préfet de Constantinople en 426, puis à nouveau en mars 439 (peut-être dès 437), poste qu'il cumule en décembre 439 avec la préfecture du prétoire d'Orient,,. Il est fait patrice à une date inconnue, puis consul en 441,.
Cyrus est l'un des ministres les plus efficaces et actifs de Théodose,. Sa principale mesure en tant que préfet du prétoire d'Orient est l'abandon du latin comme langue officielle de l'administration en Orient : il autorise l'établissement des testaments en grec et publie ses décrets dans cette même langue. Cette mesure ne doit cependant pas être comprise comme un signe de méconnaissance ou de rejet du latin en tant que tel, mais plutôt comme une volonté de rapprocher l'administration de la population de l'empire d'Orient, en très grande majorité hellénophone,. Il aurait également conduit des négociations entre l'Empire et les Hephthalites, ainsi qu'avec les Arméniens. En tant que préfet de Constantinople, il est particulièrement actif dans la rénovation de la ville, en particulier après un tremblement de terre en 437. Il rénove et étend également les fortifications de la ville du côté de la mer, une décision sans doute motivée par la prise de Carthage par les Vandales en 439 et la présence de leur flotte en Méditerranée,. Il supervise la restauration des thermes d'Achille, introduit un système d'éclairage urbain et fait construire une église dédiée à la Théotokos (« Mère de Dieu ») dans un quartier de la ville plus tard nommé ta Kyrou en son honneur,,.
Son travail lui vaut une grande popularité auprès du peuple : les chroniques de Théophane et Jean Malalas rapportent qu'il est acclamé sur l'hippodrome au chant de « Constantin l'a construite [la ville], Cyrus l'a rénovée ! », probablement en présence de l'empereur Théodose,. Cette comparaison de Cyrus avec Constantin, illustre empereur et fondateur de la ville, est humiliante pour Théodose, et peut avoir entretenu la jalousie d'autres ambitieux au palais, comme l'influent eunuque et chambellan Chrysaphios,. La disgrâce de sa protectrice l'impératrice Eudocie entraîne la chute de Cyrus, : accusé de paganisme, ou a minima de sympathie pour les païens, il est brutalement démis de ses fonctions et de sa fortune peu après le 18 août 441,. Il est particulièrement exposé à cette accusation ; son goût pour la poésie « païenne » et son origine égyptienne (beaucoup de poètes égyptiens sont encore païens aux IVe et Ve siècles) offrent l'opportunité d'une attaque plausible, grave et difficile à réfuter, qui doit cependant être lue ici comme une manœuvre purement politique et non religieuse,. Cyrus quitte finalement Constantinople vers le mois de septembre 441.

### Évêque de Cotyaeum

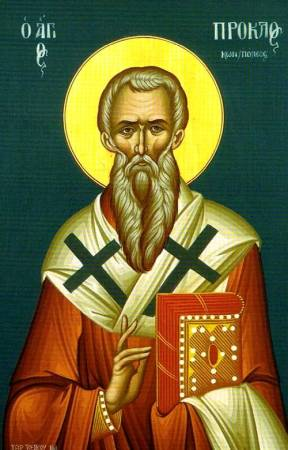
Icône du patriarche Proclus de Constantinople.

Exilé, ou ayant peut-être fui pour sauver sa vie, Cyrus se fait prêtre et est nommé, sur ordre de l'empereur, évêque de Cotyaeum,,,,. Cotyaeum est une petite localité isolée dans les confins de la Phrygie dont les diocésains ont déjà tué les quatre précédents évêques nestoriens,. Loin d'être une promotion, sa nomination dans cet évêché obscur et dangereux est clairement une sanction, l'empereur espérant peut-être que Cyrus subisse un sort comparable à ses prédécesseurs,. À son arrivée à la fin de l'année 441, Cyrus, craignant peut-être pour sa vie, refuse de s'adresser à ses diocésains qui ont sans doute pris connaissance des accusations de paganisme à son encontre,. Finalement contraint de s'exprimer le jour de Noël 441, il leur délivre une homélie particulièrement brève :
« Ἀδελφοί, ή γέννησιϛ τοῦ Θεοῦ καὶ σωτῇρος ἡμῶν Ἰησοῦ Χριστοῦ σιωπῇ τιμάσθω, ὃτι ἀκοῇ μόνῃ συνελήφη έν τῇ άγιᾳ Παρτένῳ · Λόγος γὰρ ᾖν · αὐτῷ ή δόξα εἰς τοὐς αἰῶνας · ἀμήν »
« Frères, que la naissance de notre Dieu et Sauveur Jésus-Christ soit honorée par le silence, car par la seule écoute Il fut conçu dans la sainte Vierge, puisqu'Il était le Verbe ; gloire à Lui pour les siècles. Amen. »
— trad. S. Destephen, 2008
Bien que la brièveté de son discours suggère que Cyrus n'est pas particulièrement enthousiaste quant à son nouveau rôle, son homélie s'inscrit parfaitement dans l'orthodoxie et lui permet de rassurer la population,,. Si certains historiens voient dans ce court texte la volonté prudente de Cyrus de se tenir éloigné des débats théologiques de son temps,,, d'autres en revanche notent sa proximité avec la théologie de Proclus, patriarche de Constantinople de 437 à 447,,. Cyrus, en tant que haut membre de l'administration impériale en poste à Constantinople, doit d'ailleurs avoir rencontré Proclus à plusieurs reprises. Ce dernier est l'auteur d'un sermon contre les nestoriens dont les idées théologiques sont connues et populaires. En adoptant une position proche à travers son sermon, Cyrus souligne qu'il est bien chrétien, qu'il suit Proclus et soutient donc les décisions du concile d'Éphèse rejetant le nestorianisme, doctrine ayant causé la perte des quatre précédents évêques,,.
Hormis le sermon de Noël 441, peu d'éléments sont connus sur l'activité épiscopale de Cyrus. Il est peut-être à l'origine de l'implantation à Cotyaeum d'un culte à Ménas, martyr et saint chrétien de la fin IIIe siècle originaire d'Égypte et bien connu à Panopolis. Cyrus serait ainsi l'auteur d'une Passion de Saint Ménas, qui reprend des éléments de la vie de Gordius de Césarée, martyrisé sous Dioclétien à Césarée de Cappadoce,.

### Fin de vie

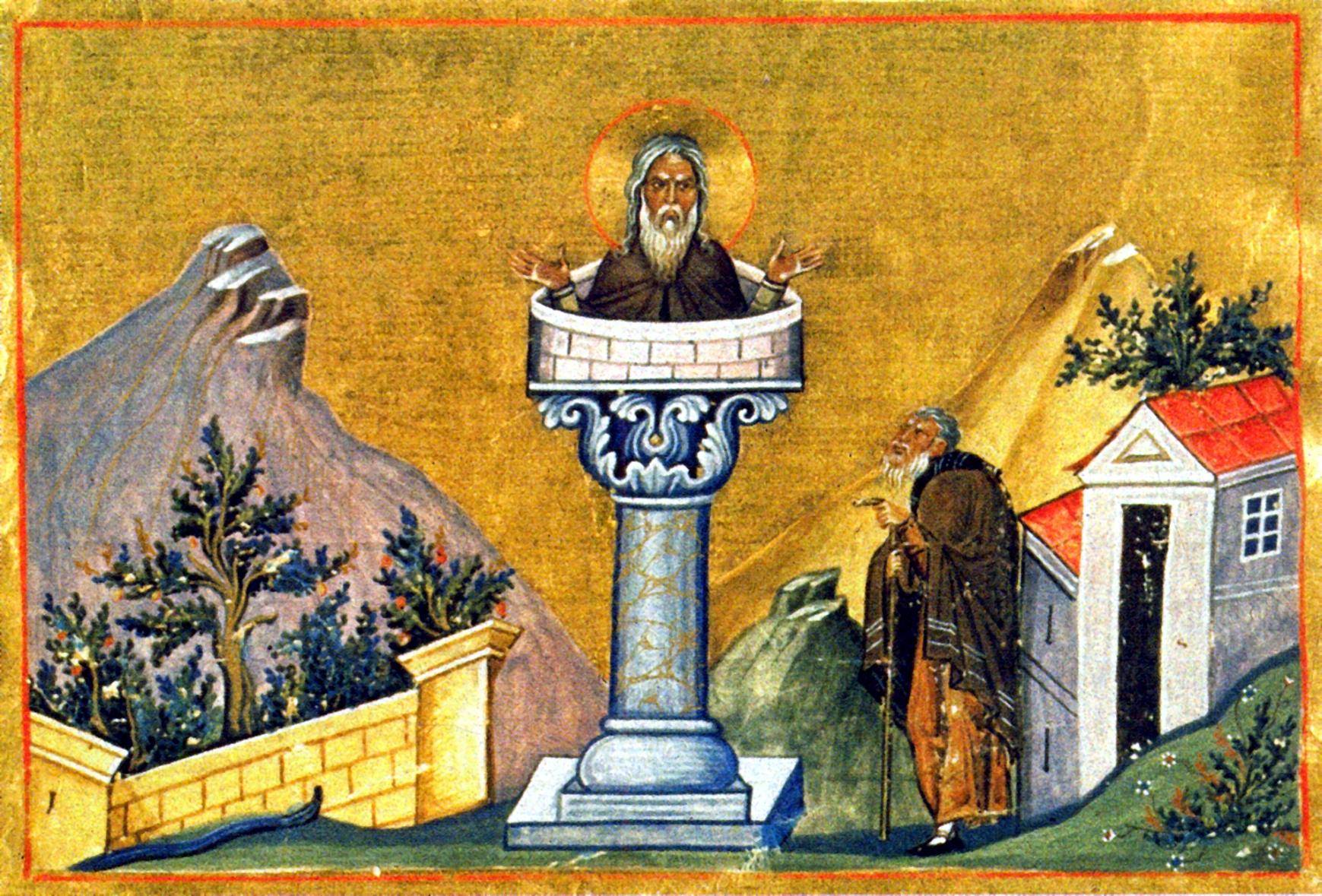
Saint Daniel le Stylite, proche de Cyrus, dans le Ménologe de Basile II.

À la mort de Théodose II en 450, Cyrus quitte la vie religieuse et Cotyaeum, puis retourne à Constantinople où il meurt sous le règne de l'empereur Léon (457-474), probablement vers 470,,. Peu de choses sont connues sur la fin de sa vie, mais il semblerait que l'empereur Marcien (450-457), le successeur de Théodose II, lui ait restitué sa fortune,. Estimé de la population, bien qu'il n'occupe aucune fonction officielle, Cyrus distribue ses biens au travers de diverses œuvres de charité,,. Pendant cette période, il est proche du moine Daniel qui aurait libéré vers 460 une fille de Cyrus, Alexandria, du mauvais esprit qui la tourmentait,,. Lors d'une seconde visite en 462, cherchant à libérer d'un mal similaire sa fille aînée, ou son intendante, Cyrus se dispute avec le moine, devenu ermite stylite, au sujet du terrain que ce dernier a choisi pour ériger sa colonne. Daniel a en effet choisi un terrain appartenant à un haut fonctionnaire nommé Gelanius, alors que Cyrus aurait préféré qu'il choisisse un terrain qui lui appartienne. Les deux hommes finissent par se réconcilier, Daniel autorisant même Cyrus à faire inscrire une épigramme sur le pilier,.

## Œuvre poétique
Comme pour la grande majorité de l'abondante production poétique des IVe – VIe siècles, l'œuvre de Cyrus est presque complètement perdue. Compte tenu de sa situation à la cour de Théodose II, et à l'image d'un Claudien, on peut supposer qu'il ait été, entre autres, l'auteur de panégyriques de l'empereur et d'Eudocie, d'épopées sur les guerres de l'empereur ou encore d'épithalames et autres poèmes pour des membres mineurs de la cour. Leur qualité semble avoir été reconnue à l'époque, et même un siècle plus tard, un opposant tel que Jean le Lydien lui accorde un certain talent, estimant que Cyrus « ne connaissait rien à l'exception de la poésie,, ». Il est toujours considéré comme un poète important au Xe siècle lors de la compilation de l'Anthologie Palatine. Dans cette anthologie, huit poèmes lui sont attribués, mais seuls deux ou trois (AP XV.9, AP IX.136, peut-être AP I.99) sont considérés comme étant de sa main par les universitaires modernes,.

### AP XV.9
« Πάντα μὲν Αἰακίδαο φέρεις ἀριδείκετα ἓργα νόσφι χόλον καὶ ἓρωτος ὀἲστεὐεις δ' ἄτε Τεῦκρος͵ ἀλλʹ οὒ τοι νόθον ῆμαρ· ἔχεις δ' ὲρικυδέα μορφήν τὴν Ἀγαμεμνονέην, ἀλλʹ ού φρένας οἷνος ὀρίνει· ἐς πινυτὴν δʹ Ὀδυσῆι δαῒφρονι πᾶν σε ἐῒσκω͵ ἀλλὰ κακῶν ἀπάνευθε δόλων· Πυλίου δὲ γέροντος πρὶν χρόνον ἀθρήσεις τριτάτην ψαύοντα γενέθλην· »
« Tu rappelles tous les exploits d'Achille, moins ses amours clandestins ; comme Teucer, tu tires à l'arc, mais ta naissance est sans tache ; tu as la taille et les traits du roi des rois, mais le vin ne trouble jamais ta raison ; en prudence tu égales l'ingénieux Ulysse, mais sans de mauvais stratagèmes ; ta voix a la douceur de celle du vieillard de Pylos, mais avant d'avoir vécu trois âges d'homme. »
— trad. Fr. Jacobs

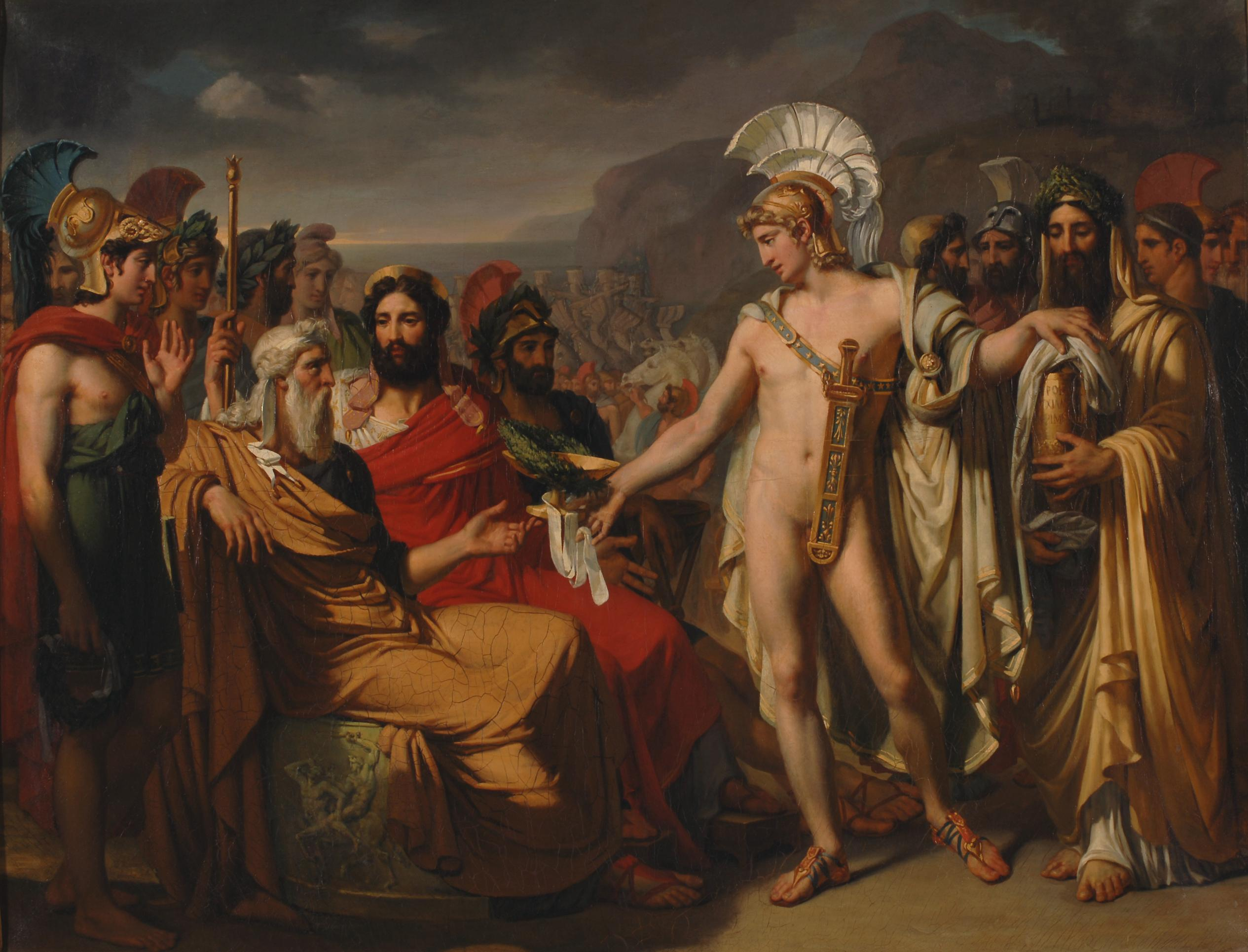
Achille donne à Nestor (le vieillard de Pylos) le prix de la sagesse aux Jeux olympiques antiques (Joseph-Désiré Court, huile sur toile, 1820)

Ce poème est le fragment d'un panégyrique de Théodose II,,. Il emprunte de nombreuses références, aussi bien en structure, en vocabulaire qu'en images, à la poésie homérique. Théodose, bien qu'empereur chrétien, est comparé à des héros de mythes grecs tels qu'Achille, Agamemnon ou Ulysse, dont il possède les vertus sans les vices,.

### AP IX.136
« Αἴθε πατήρ με δίδαξε δασύτριχα μῆλα νομεύειν, 
ὥς κεν ὑπὸ πτελέῃσι καθήμενος ἢ ὑπὸ πέτρῃς
 ουρίσδων καλάμοισιν ἐμὰς τέρπεσκον ἀνίας
 Πιερίδες φεύγωμεν ὲὒκτιμένην πόλιν, ἄλλην
 πατρίδα μαστεύσωμεν · Ἀπαγγελέω δ' ἄρα πᾶσιν
 ώς ὸλοοὶ (κηφῆνες) ἐδηλήσαντο μελίσσας. »
« Ah ! si mon père m'avait appris à paître les brebis à l'épaisse toison ! Assis sous un orme ou au pied d'un rocher, en jouant du chalumeau je charmerais mes peines. Piérides, fuyons cette ville bien bâtie; cherchons une autre patrie. Et j'annoncerai à tous que les pernicieux frelons ont perdu les abeilles. »
— trad. Guy Soury
Probablement écrit lors du départ de Cyrus de Constantinople vers l'exil,, ce poème, peut-être seulement un fragment, est une lamentation, un thrène aux accents bucoliques dont la structure est inhabituelle et sophistiquée,. Il serait inspiré par l'œuvre de Virgile,. On ne retrouve aucune allusion au christianisme, mais la mention d'une « ville bien bâtie » fait peut-être écho aux travaux menés par Cyrus en tant que préfet de Constantinople,. Ce poème a été rapproché de certains poèmes de Nonnos de Panopolis, sans qu'il puisse être clairement établi lequel des deux aurait influencé l'autre.

### AP I.99
« Μεσσηγὺς γαίης τε καὶ οὐρανοῦ ἵσταται ἀνήρ͵ πάντοθεν ὀρνυμένους οὐ τρομέων ἀνέμους· λιμῷ δʹ ἀμβροσίᾳ τρέφεται καὶ ἀναίμονι δίψῃ͵ἴχνια ῥιʒώσας κίονι διχθαδίω· τοὔνομα〈μὲν〉Δανιήλ,〈μεγάλῳ〉Συμεῶνι δʹ ἐριξει͵ υἱέα κηρύσσων μητπὸς ἀπειρογάμον· »
« Entre ciel et terre, un homme se tient, sans crainte des vents qui l'assaillent de toutes parts : il se nomme Daniel, et c'est l'émule du grand Syméon ; ses pieds sont fixés sur une double colonne. Il se nourrit d'une faim ambroisienne et d'une soif incorporelle, proclamant le fils d'une mère vierge. »
— trad. Pierre Waltz
Ce poème, d'attribution incertaine à Cyrus, est l'épigramme qu'il aurait fait graver sur la colonne de Daniel le Stylite,. Contrairement aux deux autres poèmes, celui-ci est clairement l'œuvre d'un auteur chrétien, malgré une structure semblable aux poèmes païens classiques.